# NGC 7790
NGC 7790 је расејано звездано јато у сазвежђу Касиопеја које се налази на NGC листи објеката дубоког неба.
Деклинација објекта је + 61° 12' 30" а ректасцензија 23h 58m 24,2s. Привидна величина (магнитуда) објекта NGC 7790 износи 8,5. NGC 7790 је још познат и под ознакама OCL 276.